# Élesdszurdok
Élesdszurdok (Surduc), település Romániában, a Partiumban, Bihar megyében.

## Fekvése
Élesdtől délnyugatra, Mezőtelegdtől délre, a Király-erdőben, a sergesi patak mellett  Borostelek, Kiskopács, Bokorvány és Serges közt fekvő település.

## Története
Élesdszurdok, Szurdok nevét 1508-ban említette először oklevél Zwrdok néven.
1808-ban Szurdok, Szurduk, 1913-ban Élesdszurdok néven írták.
A 16. században a Telegdy-uradalomhoz tartozott. 1570-ben a Telegdyek közül Mihály és Miklós perlekedtek birtokáért.
Az 1800-as évek első felében gróf Frimontné volt a község földesura.
1851-ben Fényes Elek írta a településről: Szurduk.
Bihar vármegyében, erdős, hegyes vidéken, 550 óhitű lakossal, s fa anyatemplommal. Sovány határa 4068 hold,... Birja gróf Frimont Béla.
1910-ben 638 lakosából 3 magyar, 626 román volt. Ebből 635 görögkeleti ortodox volt.
A trianoni békeszerződés előtt Bihar vármegye Élesdi járásához tartozott.

## Nevezetességek
- 18. századi ortodox fatemplom[2]